# Тальянківський агротехнічний коледж
Відокремлений структурний підрозділ «Тальянківський агротехнічний фаховий коледж Уманського національного університету садівництва» — заклад вищої освіти І—ІІ рівнів акредитації, що розташований у селі Тальянки Звенигородського району Черкаської області. Є структурним підрозділом Уманського національного університету садівництва.

## Історія
Заснований у 1921 році як агрошкола в колишньому монастирському приміщенні. У 1926 році агропрофшкола була перейменована га Тальянківську 3-річну сільськогосподарську школу-філію Уманського сільськогосподарського політехнікуму. У 1929 році Уманський сільськогосподарський політехнікум було перейменовано в сільськогосподарський інститут, а Тальянківську сільськогосподарську школу — в сільськогосподарський технікум, який продовжував бути підпорядкованим інституту. В 1930 році технікум було перейменовано в зоотехнікум.
Протягом 1936—1937 років було об'єднано технікуми: Волочиський, Узинський, Копачівський агрозоотехнікуми, Тетіївський зі Стадницьким технікумом свинарства, потім передано до Тальянківського, а пізніше ще й Ставищанський.
У 1968 році на базі колгоспу «Перемога» було створено навчальне господарство Тальянківського радгоспу-технікуму.
У 1976 році в Тальянки було переведено агрономічне відділення Звенигородського сільськогосподарського технікуму.
У 1978 році було відкрито електромеханічне відділення. У 1998 році згідно з наказом Міністерства агропромислового комплексу України від 25.05 1998 № 154 радгосп-технікум був перейменований на Тальянківський державний аграрний технікум.
У 2002 році в технікумі введено нову спеціальність — обслуговування устаткування і систем газопостачання, а в 2005 році — електрифікація і автоматизація сільського господарства.
У 2005 році Тальянківський державний аграрний технікум став структурним підрозділом Уманського державного аграрного університету, а в 2010 році перейменований на агротехнічний коледж Уманського національного університету садівництва.
У 2020 році змінено назву на ВСП "Тальянківський агротехнічний фаховий коледж УНУС"

## Випускники
- Данілейченко Сергій Павлович (1990—2019) — солдат Збройних сил України, учасник російсько-української війни.
- Лебединець Олександр Віталійович (1986—2022) — солдат Збройних сил України, учасник російсько-української війни.
- Ніженський Василь Петрович (1988—2017) — старший сержант Збройних сил України, учасник російсько-української війни.
- Степаненко Петро Володимирович (1978—2023) — молодший сержант Збройних сил України, учасник російсько-української війни, Герой України (2025, посмертно).